# Plor na mBan
En la mitologia irlandesa, Plúr na mBan —que vol dir "la flor de les dones"— era la bella filla d'Oisín i Niamh.